# VC La Chaîne Orp
 (octobre 2016).
Le VC La Chaîne Orp est un club belge de volley-ball qui a réussi pour la 2e fois de son histoire à se hisser en 1re Nationale. 
Situé dans le petit village de Orp-le-Grand (commune d'Orp-Jauche), le club s'entraîne dans la salle Le Chauffour. 

## Effectif
Entraineur : Eric Humblet
| Numéro | Nom         | Prénom      | Poste   | Date de naissance | Taille | Club précédents                                     |
| ------ | ----------- | ----------- | ------- | ----------------- | ------ | --------------------------------------------------- |
| 1      | Joos        | Jean-Michel | Centre  | 10 janvier 1980   | 185 cm | Orp                                                 |
| 2      | Christiaens | Quentin     | Centre  | 14 janvier 1989   | 189 cm | Hannut, Sélection AIF                               |
| 3      | Caponi      | Julien      | Ailier  | 16 avril 1983     | 190 cm | Anhée, Binche, Guibertin, RADS La Louvière, Bousval |
| 4      | Masson      | Fred        | Ailier  | 7 juillet 1973    | 181 cm | Orp                                                 |
| 6      | Daise       | Julien      | Opposé  | 5 janvier 1982    | 189 cm | Orp                                                 |
| 7      | Ducat       | Nicolas     | Centre  | 9 juin 1983       | 188 cm | Orp                                                 |
| 8      | Meesen      | Dany        | Passeur | 24 mai 1970       | 180 cm | La Calamine, Naja, Herentals, St Vith, Orp, Dolhain |
| 10     | Venica      | Alessandro  | Ailier  | 30 décembre 1976  | 192 cm | Andenne, Malonne, Ottintois, Orp, Tihange, Waremme  |
| 11     | Humblet     | Eric        | Opposé  | 23 avril 1970     | 192 cm | La Calamine, Hasselt, Bilzen, St Vith               |
| 12     | Heine       | Arnaud      | Ailier  | 3 février 1986    | 185 cm | Equivoc, Flémalle, Waremme, Marchin, Sélection AIF  |
| 13     | Demoulin    | François    | Ailier  | 28 juillet 1977   | 187 cm | Waremme VBC                                         |
|        | Counard     | Renaud      | Passeur | 17 novembre 1988  | 198 cm | Aubel                                               |

## Palmarès
2011-2012
- 9e en Nationale 1 avec 21 points. Entraîneur : Petr Klar

2010-2011
- 10e en Nationale 1 avec 26 points. Entraîneur : Petr Klar

2009-2010
- Champion en Nationale 2 avec 45 points. Montée en Nationale 1. Entraîneur : ?

2008-2009
- 2e en Nationale 2 avec 41 points. Entraîneur : ?

2007-2008
- Dernier Nationale 1 avec 1 points. Entraîneur : ?

2006
- Champion en Nationale 2. Montée en Nationale 1. Entraîneur : Tan Khuc

2005
- Champion en Nationale 3. Montée en Nationale 2. Vainqueur Coupe AIF Entraîneur : Tan Khuc

2004
- Champion provincial (Provinciale 1) Montée en Nationale 3. Finaliste de la Coupe Marcel Bodart (Coupe de la Province de Liège) Entraîneur : Tan Khuc.

2002
- Montée de la Provinciale 2 Messieurs en Provinciale 1. Entraîneur Michel PUITS. Coupe de la Province de Liège (quatrième Coupe Marcel Bodart). Entraîneur René Roman.

2001
- Coupe de la Province de Liège (troisième Coupe Marcel Bodart). Entraîneur Stephan Crabbe.

2000
- Montée en Nationale 1. Coupe de la Province de Liège (deuxième Coupe Marcel Bodart). Entraîneur Stephan Crabbe.
- Champion en Provinciale 4C Dames. Entraîneur Jérôme Albessard.

1999
- Montée de la Provinciale 3 Messieurs en Provinciale 2 Entraîneur Serge Lambert.

1998
- Champion en Nationale 3. Montée en Nationale 2. Coupe de la Province de Liège (Coupe Marcel Bodart). Entraîneur Stephan Crabbe.

1996
- Champion provincial Cadets. Entraîneur Christian Masson.
- Vice-champion en Nationale 3 B. Entraîneur Renaud Heine.

1995
- Champion provincial (Provinciale 1). Montée en Nationale 3. Entraîneur Renaud Heine.

1994
- Champion provincial Minimes.

1992-1994
- Vice-champion provincial (P1). Entraîneur Christian Masson.

1993
- Champion provincial Pupilles. Vice-champion de Wallonie Pupilles

1992
- Champion provincial Pupilles.

1991
- Champion provincial en Provinciale 2.

1990-1991
- Entraîneur Jean Missa.

1990
- Champion provincial en Provinciale 3.

1989
- Champion provincial en Provinciale 4.

1983-1989
- Entraîneur : Christian Masson.

1987
- Vice-champion de Wallonie Cadets.

1986
- Champion provincial Cadets. Champion de Wallonie Cadets. Vice-champion de Belgique Cadets.

1985
- Champion provincial Cadets (mini-volley).

1984
- Champion provincial Minimes (mini-volley).

1983
- Champion provincial Minimes (mini-volley).